# Coleophora contrariella
Coleophora contrariella é uma espécie de mariposa do gênero Coleophora pertencente à família Coleophoridae.